# Миролюбовка (Синельниковский район)
Миролю́бовка (укр. Миролюбівка) — село,
Миролюбовский сельский совет,
Синельниковский район,
Днепропетровская область,
Украина.
Код КОАТУУ — 1224884901. Население по переписи 2001 года составляло 726 человек.
Является административным центром Миролюбовского сельского совета, в который, кроме того, входят сёла
Андреевка,
Новый Посёлок,
Новочерниговское,
Партизаны и
Терса.

## Географическое положение
Село Миролюбовка находится на берегу реки Средняя Терса,
выше по течению на расстоянии в 0,5 км расположено село Котляровское,
ниже по течению на расстоянии в 1,5 км расположено село Андреевка.

## История
- Вблизи села исследованы курганы кочевников XI—XIII веков.
- Село основано во второй половине XIX века.
- В 1946 г. хутор Кильман переименован в село Миролюбовку[2].

## Объекты социальной сферы
- Школа.
- Миролюбовский аграрный профессиональный лицей.
- Амбулатория.
- Клуб.

## Достопримечательности
- Братская могила советских воинов.